# 若林正丈
若林正丈（1949年11月27日—），出生於日本長野縣長野市，政治學者，曾任東京大學教授，現任早稻田大學教授。長久以來研究台灣政治及台灣近代史，2010年至2020年間出任早稻田大學臺灣研究所所長，中文能力良好，著作甚多。

## 生平
若林正丈於1968年畢業於長野縣長野高等學校，進入東京大學教養學部。1972年畢業，並考上研究所。在教養學部教養學科學部生時期，當時亞洲經濟研究所研究員的戴國煇介紹若林正丈閱讀臺灣作家吳濁流的《亞細亞的孤兒》，使若林正丈大為震撼。當時也正逢若林正丈思考畢業論文的時期，對臺灣展開好奇。碩士第一年後，透過戴國煇介紹信，若林正丈於1973年2月至3月前往臺灣旅遊一個月。從臺北、臺中、臺南、高雄，繞至鵝鑾鼻、臺東、花蓮，然後從太魯閣搭巴士，行走穿越中央山脈的橫貫公路回到臺中，環島一周。若林正丈在臺灣文學研究者河原功介紹下，在臺中拜訪臺灣社會運動先驅葉榮鐘。並透過葉榮鐘帶領參觀霧峰林家的宅邸遺址。
1980年2月至3月，獲聘成為東京大學教養學部助手的若林正丈再度來臺。在於臺灣大學歷史研究所留學的近藤正己介紹下，認識歷史系擔任助教的吳密察，以及吳密察介紹下，認識曹永和，也拜訪王詩琅。在大稻埕的餐廳認識鄭欽仁，鄭欽仁一開口就說他拒絕連署（即美麗島事件後，國民黨安排大學教授在報紙連署具名發表宣言，將事件中遭到鎮壓的黨外人士視為「暴力分子」，進行強力批判。）當若林正丈與近藤正己到近藤夫人兄長所住的高雄，當天晚報則刊著林宅血案的新聞。開始從研究殖民地時期的臺灣走向研究戰後臺灣政治。
1983年，若林正丈再度到臺灣，觀察增額立委選舉。在景美的武功國小目睹康寧祥演講，並前往宜蘭拜訪方素敏的競選辦公室。
1983年從研文出版了《臺灣抗日運動史研究》一書。1985年以此書申請論文博士學位，獲得通過。於1985年1月成為日本駐香港領事館的專門調查員，直到1986年3月結束了香港生活，從該年4月起成為了東大教養學部的副教授。在香港期間，臺灣爆發江南事件，若林正丈於5月至臺灣取材。並以筆名發表〈三面間諜（？）不可思議的江南暗殺事件〉於1985年8月號的《中央公論》。
回到東京大學後，若林正丈於東大駒場校區任教，主要是擔任一、二年級學生的中文課程，而針對進入教養學科亞洲分科的三、四年級學生，則是以「亞洲政治」的課程名義講授臺灣政治論。當時指導的第一位研究生是臺灣原住民泰雅族的青年，族名為「イバン‧ユカン」（Iban Yukan，漢字音譯為伊凡·諾幹）當時在東大進行臺灣研究的人，只有文學部中國文學科的藤井省三教授，研究臺灣文學的動向，但文學部在本鄉校區，因此東大駒場校區就只有若林正丈獨自一人。
1986年底，若林正丈到臺灣進行第三次選舉調查，參觀國會增額改選。當時民進黨剛成立，康寧祥再度投入選舉，在臺北市選區當選，意外擠下謝長廷。當時民進黨組成21人的大型參訪團，出訪美國與日本各地，希望獲得國際社會對於新創政黨的認識。2月17日抵達日本，也是若林正丈首次與邱義仁會談。隔天在東大的座談會，有張俊雄、康寧祥、尤清、謝長廷、蘇貞昌、廖學廣等民進黨成員出席。在時任《中央公論》總編近藤大博的關照之下，若林正丈以「臺灣　民主進步黨的挑戰」為題，紀錄了該座談會的現場狀況，刊載於當年《中央公論》4月號。
1994年，任東京大學研究所總合文化研究科教授等職。
2010年，若林正丈出任早稻田大學政治經濟學術院教授、臺灣研究所所長。2020年退休。

## 著作

### 單行本
- 《台灣抗日運動史研究》（台湾抗日運動史研究）（研文出版, 1983年／増補版, 2001年）
- （研文出版, 1985年）
- 《轉型期的台灣》（転形期の台湾――「脱内戦化」の政治）（田畑書店, 1989年）
- （田畑書店, 1991年）
- 《台灣：分裂國家與民主化》（台湾――分裂国家と民主化）（東京大学出版会, 1992年）
- 《東洋民主主義》（東洋民主主義――台湾政治の考現学）（田畑書店, 1994年）
- 《蔣經國與李登輝》（蒋経国と李登輝――「大陸国家」からの離陸？）（岩波書店, 1997年）
- （朝日新聞社, 1997年）
- （筑摩書房, 2001年）
- 《戰後臺灣政治史：中華民國臺灣化的歷程》（台湾の政治―中華民国台湾化の戦後史）（東京大学出版会, 2008年）[11]

### 編撰
- 《台灣：轉型期的政治與經濟》（（田畑書店, 1987年）
- 《更多你不知道的台灣》（もっと知りたい台湾）（弘文堂, 1998年）
- 《矢內原忠雄「帝國主義下的台灣」精讀》（矢内原忠雄「帝国主義下の台湾」精読）（岩波書店［岩波現代文庫］, 2001年）

### 合著
- （劉進慶、松永正義）（大修館書店, 1990年／第２版, 1993年）
- （大江志乃夫、浅田喬二、三谷太一郎、後藤乾一、小林英夫、高崎宗司、川村湊）』（岩波書店, 1993年）
- （谷垣真理子、田中恭子）（岩波書店, 1995年）

### 譯著
- 金观涛、劉青峰《興盛與危機：論中國封建社會的超穩定結構》（中国社会の超安定システム――「大一統」のメカニズム）（研文出版, 1987年）
- 陳明通《派系政治與台灣政治變遷》（台湾現代政治と派閥主義）（東洋經濟新報社, 1998年）

## 參閱
- 中華民國第二共和
- 李登輝
- 二二八事件

## 外部連結
- 早稲田大学 研究者簡介
- 早稲田大学台湾研究所公式ウェブサイト （页面存档备份，存于）（日語）